# Peter Schenk der Jüngere

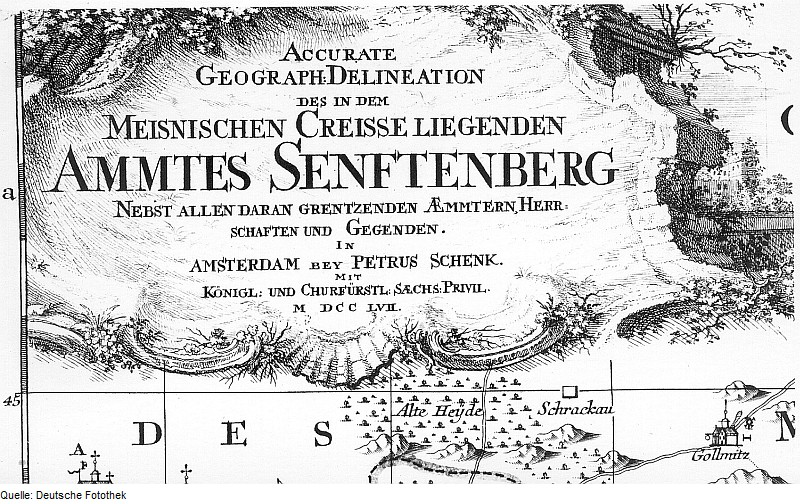
Inschriftkartusche einer Karte des Amtes Senftenberg von Peter Schenk dem Jüngeren (1757)

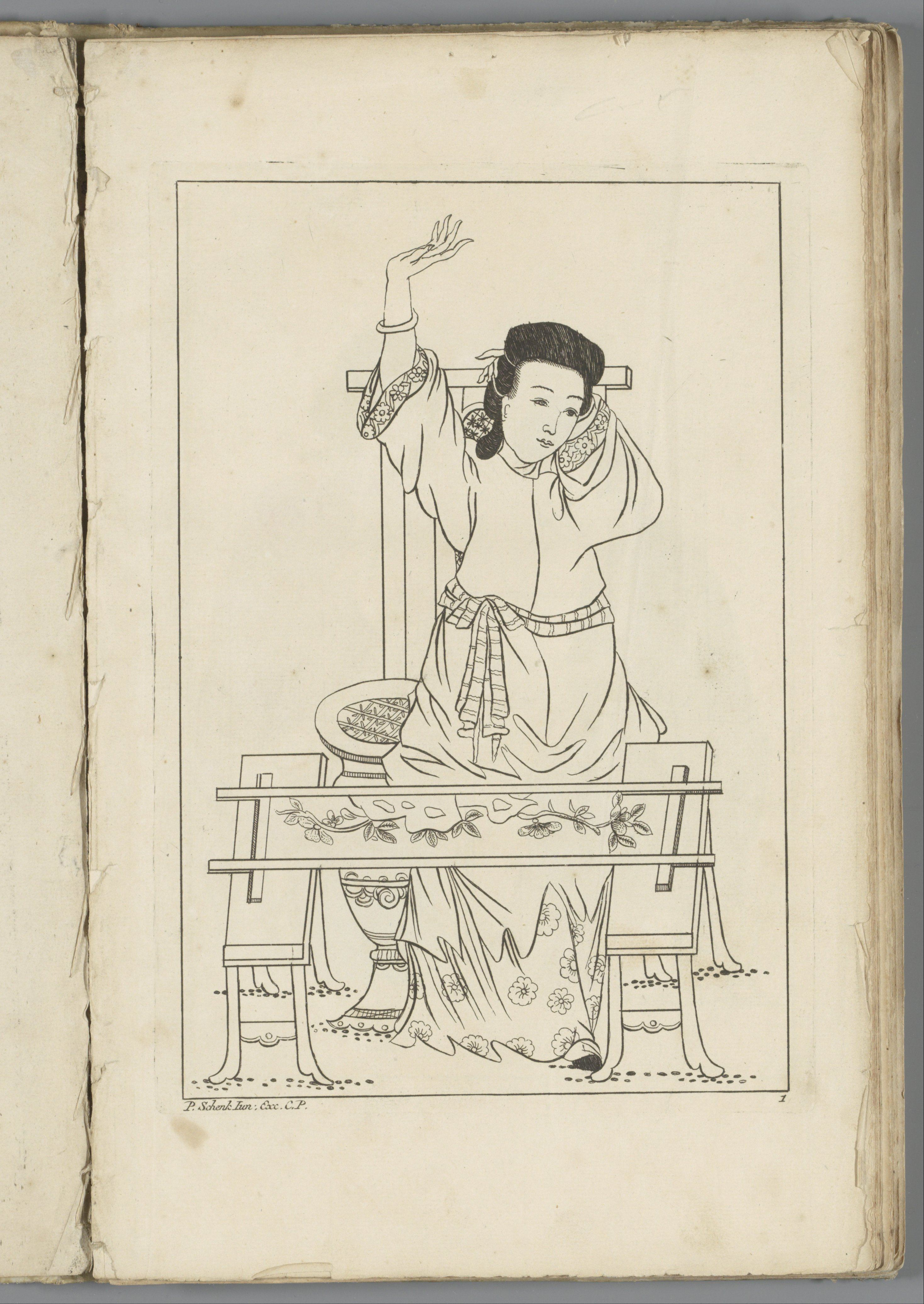
Von Peter Schenk dem Jüngeren signierte Radierung, die eine Chinesin hinter einem Stickrahmen darstellt

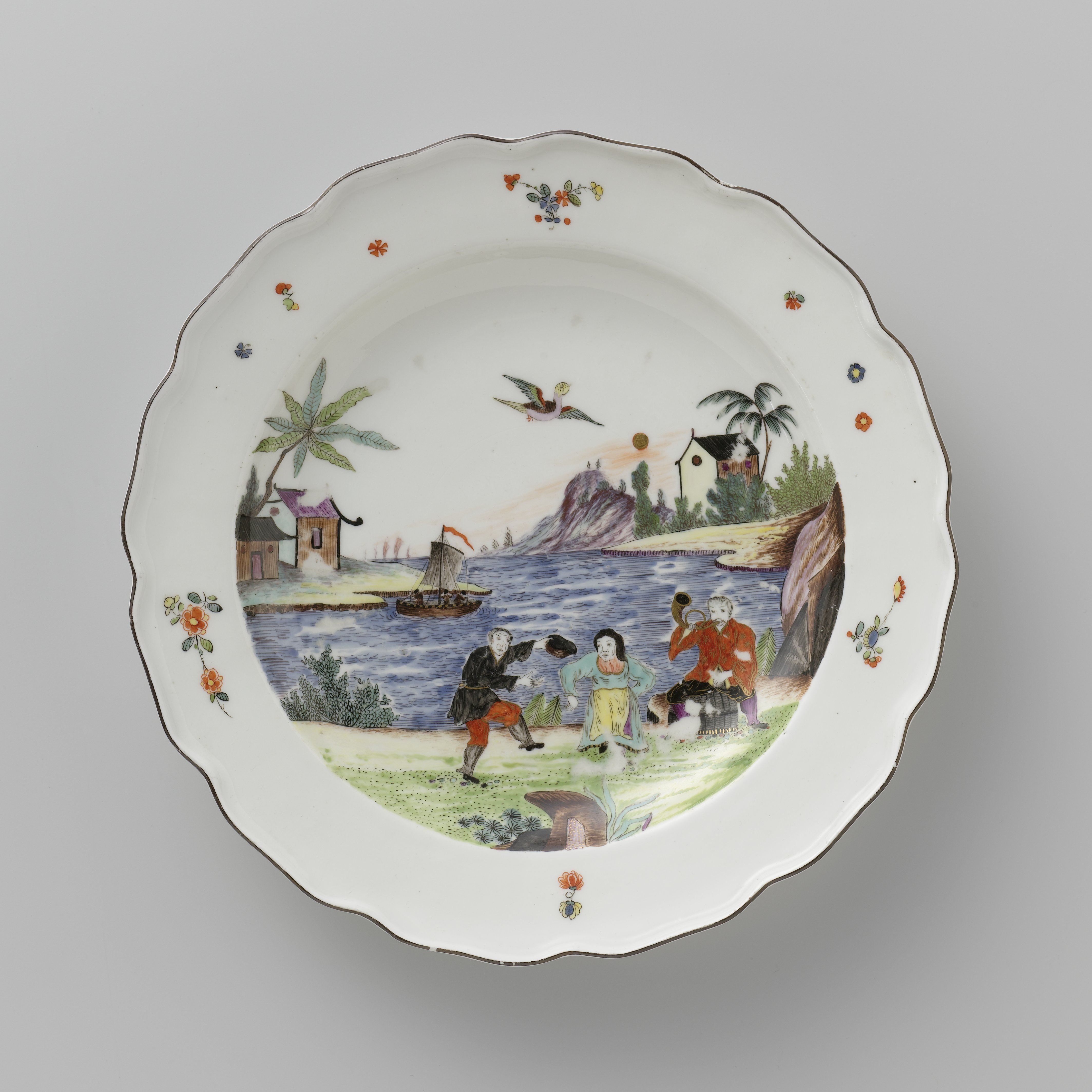
Meissener Porzellan nach einem Druck von Peter Schenk II. (ca. 1735–1740)

Peter (Pieter, Petrus) Schenk der Jüngere, auch Peter Schenk II. (getauft am 15. Februar 1693 in Amsterdam; beerdigt am 14. Januar 1775 ebenda), war ein deutscher Kupferstecher und Kartenverleger, der als bedeutendster Verleger sächsischer Spezialkarten in der ersten Hälfte des 18. Jahrhunderts gilt.

## Familie
Peter Schenk der Jüngere war der Sohn des Kupferstechers und Kartenverlegers Peter Schenk des Älteren (1660–1711) und dessen Ehefrau Agatha, geb. Valck (1660–1750), Schwester des Amsterdamer Kupferstechers und Verlegers Gerard Valck (1652–1726). Er hatte zwei Brüder, Leonard (1696–1767) und Jan Schenk (1698–1752), sowie eine Schwester Maria (1688–1770), Ehefrau des Kupferstechers und Globenmachers Leonard Valck (1675–1746; Sohn von Gerard Valck).
Peter Schenk der Jüngere heiratete 1726 Anna, geb. Grevink (1702–1775). Aus der Ehe gingen zwei Söhne hervor: Peter Schenk III. (1728–1803) und Leonard Schenk (* 1731).

## Leben
Nach dem Tod seines Vaters 1711 übernahm Peter Schenk der Jüngere dessen Geschäft, das aus dem Hauptsitz in Amsterdam und einer vor allem zu Messezeiten genutzten Niederlassung in Leipzig bestand. Er folgte der Erweiterung seines Angebotes um Karten und topografische Ansichten des mitteldeutschen Raums, die sein Vater begonnen hatte. Vom niederländischen Verleger Nicolaes Visscher II. erwarb er zudem Druckplatten zum weiteren Ausbau des Verlagsprogramms. Schenk verkaufte auch Bücher und Kunstwerke. 1727 wurde er in die Gilde der Buchhändler aufgenommen.
Schenk arbeitete häufig mit Adam Friedrich Zürner zusammen, was zu seinem Erfolg beitrug. So veröffentlichte er dessen erstes Werk Akkurate geographische Delineation der Diözese oder des Amtes Großenhain (1711), Karten des Amts Dresden, der Stadt Karlsbad (1715), des Elbogener Kreises und der Herrschaft Teplitz. Schenk brachte  unter anderem auch einen Wegweiser durch das ganze Kurfürstentum Sachsen, einen Geographischen Entwurf des Amts Leipzig und einen Geometrischen Generalriss des Stifts Merseburg heraus. Dabei führte er als Rechtsgrundlage ein Generalprivileg  August des Starken für seinen Vater an, dessen Existenz aber zweifelhaft ist.
1752, zehn Jahre nach Zürners Tod, brachte Schenk erstmals den Atlas Saxonicus Novus heraus. Neuauflagen folgten 1753, 1757 und 1760 (nun mit dem endgültigen Umfang von 49 Karten und mehreren Veduten). Für diesen Atlas, der hauptsächlich auf Entwürfen von Johann Paul Trenckmann (Sohn des Zürner Mitarbeiters Paul Trenckmann) beruhte, erhielt Schenk ein befristetes kursächsisch-polnisches Privileg. 1762 erlosch die Atlaskonzession und wurde bis zu Schenks Tod nicht erneuert (vermutlich, weil er 1761 durch die Publikation von Karten der Schönburgischen Herrschaften in den Fokus der kursächsischen Zensur geraten war). Trotzdem legte er 1775 den Atlas Saxonicus Novus unter Führung des kurfürstlichen Privilegs neu auf.
Nach dem Tod seiner verwitweten Schwester 1770 übernahm Peter Schenk der Jüngere auch Valcks Globenproduktion. Er selbst starb 1775. Danach führte sein Sohn Peter Schenk III. die Geschäfte weiter. Unter dessen Leitung erschien der Atlas Saxonicus Novus noch einmal 1781 als Neuauflage unter kursächsischem Privileg.

## Bedeutung und Rezeption
Peter Schenk der Jüngere gilt neben Johann Georg Schreiber als bedeutendster Verleger sächsischer Spezialkarten in der ersten Hälfte des 18. Jahrhunderts und als Schlüsselfigur der sächsischen Kartografiegeschichte. Sein Atlas Saxonicus Novus prägte die zeitgenössische Topografie Mitteldeutschlands.
Laut Georg Kaspar Nagler war Peter Schenk der Jüngere als Kupferstecher von geringerer Bedeutung als sein Vater. Die von beiden Künstlern herausgebrachten innovativen Chinoiserie-Radierungen (mit Figuren, Landschaften, Tieren, Blumen etc.) dienten jedoch häufig als Vorlage für die Dekorationen europäischer Lackkunst und Keramik, wie Meissener Porzellan und Delfter Blau. Das Rijksmuseum Amsterdam erwarb 2013 ein Album mit solchen Drucken (darunter mindestens sieben Serien, die Peter Schenk der Jüngere herstellte) und veranstaltete 2018 eine Ausstellung zu dem Thema.

## Werke (Auswahl)
- 16 Ansichten von Schloss Salzdahlum, Radierungen nach Zeichnungen von Johann Jacob Müller, ca. 1715, Platte je 17,3 × 20,3 cm, Herzog Anton Ulrich-Museum, Braunschweig
- Carolus I. D.G. (Carl I. Landgraf von Hessen-Kassel), Kupferstich, 229 × 156 mm, Herzog Anton Ulrich-Museum, Braunschweig[6]
- zusammen mit Peter Schenk dem Älteren: Album mit 9 Serien von insgesamt 84 Chinoiserie-Radierungen, 1702 bis ca. 1750, Rijksmuseum Amsterdam[5]
- Accurate Geographische Delineation derer Reichs-Gräflichen Schönburgischen Herrschaften und Ämter, Amsterdam, 1760, von Peter Schenk (es ist sicher Peter Schenk der Jüngere gemeint)[7].